# Pozzuoli
Pozzuoli (italijanska izgovorjava: [potˈtswɔːli]; neapeljsko Pezzulo, latinsko Puteoli) je mesto in občina Metropolitanskega mesta Neapelj v italijanski deželi Kampanija.

## Zgodovina
Pozzuoli se je začel kot grška kolonija Dicaearchia (grško: Δικαιαρχία). Rimska kolonija, ustanovljena leta 194 pred našim štetjem, se je prijela za ime Puteoli, katere korenine so v latinskih puteus (vodnjak ali cisterna) in Oscan fistulus (kamnolom). Alternativna etimologija Puteoli izhaja iz latinskega puteo (smrad), ki se nanaša na žveplove hlape na tem območju, predvsem iz Solfatare. Pozzuoli leži v središču vulkanske kaldere Flegrejska polja (Campi Flegrei).
Puteoli je bil velik emporij za aleksandrijske žitne ladje in druge ladje iz vsega rimskega sveta. Bil je tudi glavno vozlišče blaga, ki se je izvažalo iz Kampanije, vključno s pihanim steklom, mozaiki, kovanim železom in marmorjem. V rimski pomorski bazi v bližnjem Misenu je bila največja pomorska flota v antičnem svetu. Tam je bila tudi podeželska vila rimskega diktatorja Sule in kraj, kjer je leta 78 pr. n. št. umrl. Plinij Starejši omenja Pozzuoli kot mesto slavne polžje farme, ki jo je ustvaril Fulvij Hirpin.
Lokalni vulkanski pesek, pucolan (latinsko pulvis puteolanus, 'pucolanski pepel') je bil podlaga za prvi učinkovit beton, saj je kemično reagiral z vodo. Namesto da bi počasi izhlapevala, bi voda to mešanico peska in apna spremenila v malto, ki je bila dovolj močna, da je vezala kepe agregata v nosilno enoto. To je omogočilo izgradnjo kupole Panteona, ki je še vedno največja betonska kupola na svetu.
Apostol Pavel je tu pristal na poti v Rim, od katerega je bilo mesto oddaljeno 274 kilometrov. Tu je ostal sedem dni (Apd 28,13-14) in nato s spremljevalci začel pot po Apijevi cesti v Rim.
Puteoli velja za najboljšega kandidata za neimenovano mesto, v katerem se odvija rimski roman Satirikon iz 1. stoletja.
Leta 37 našega štetja je bil Puteoli kraj za politični trik cesarja Gaja Kaligule, ki je po tem, ko je postal cesar, z uporabo trgovskih plovil zgradil začasni pontonski most, ki se je raztezal na več kot 3,2 km od mesta do znanega sosednjega letovišča Baiae, čez katero je nadaljeval z jahanjem konja, kljub astrološki napovedi, da »nima več možnosti, da postane cesar kot jahati konja čez zaliv Baiae«.
Sveti Prokul (San Procolo) je bil tu s svojimi spremljevalci v 4. stoletju mučen in je zavetnik mesta. Sedem orlovskih glav na grbu mesta Pozzuoli naj bi predstavljalo teh sedem mučenikov. 16. november je uradni praznik svetega Prokula. Sveti Prokul je dobil ljubkovalno vzdevek u pisciasotto (zalivati hlače), ker je bil 16. november pogosto dan dežja. Meščani so njegov praznik praznovali tudi drugo nedeljo v maju.
Charles Lyell, geolog, je leta 1828 obiskal Pozzuoli in preučeval stebre Macelluma.
Od leta 1946 je mesto sedež Accademia Aeronautica, italijanske letalske akademije, ki je bila najprej na otoku Nisida, nato pa od leta 1962 v zgrajenem kampusu na vrhu hriba s pogledom na zaliv.
Od avgusta 1982 do decembra 1984 je mesto doživelo stotine tresljajev in bradiseizmičnih aktivnosti, ki so dosegle vrhunec 4. oktobra 1983, poškodovale 8000 stavb v središču mesta in 36.000 ljudi, mnogih trajno. Dogodki so morsko dno dvignili za skoraj 2 m in zaliv Pozzuoli je postal preveč plitev za velika plovila.

## Znamenitosti
Znamenitosti mesta so med drugimi:
- Macellum Pozzuoli, znan tudi kot tempelj Serapis ali serapeum; velja za simbol mesta. Tempelj je bil pravzaprav tržnica. Njegovo ime izhaja iz napačne razlage njegove funkcije, potem ko je bil leta 1750 na tem mestu najden kip boga Serapisa. Macellum vključuje tri veličastne stebre iz Cipollino marmorja, ki kažejo erozijo morskih mehkužcev Lithophaga, ko je bila v preteklosti gladina tal zaradi bradizeizma precej nižja in je morska voda lahko pritekala.[5]
- Flavijev amfiteater (Amphitheatrum Flavium), tretji največji italijanski amfiteater po Koloseju in Kapuanskem amfiteatru.
- Solfatara (vulkanski krater z aktivnimi fumarolami)
- Forum
- Manjši amfiteater, zelo blizu Flavijevega; njegove ostanke so absorbirale druge zgradbe, nekaj lokov pa se lahko vidi ob Via Solfatara in Via Vigna. Prečka ga metropolitanska železnica; arena je še vedno pokopana
- Puteolijeve kopeli, tako imenovan Neptunov tempelj, ostanki velikega termalnega kompleksa, ki je danes na Korzu Terracciano in vključuje tudi Dianae Nymphaeum, zadnji, delno skrit od stavb.
- Villa Avellino, eden redkih urbanih parkov Pozzuolija. Prav tako prikazuje več rimskih ruševin in zbiralnikov za vodo. Obstaja tudi še vedno delujoča rimska vodna fontana obraz.
- Rione Terra, prvo naselje Puteoli, prvotno Dicearkia v grščini, danes zgodovinska četrt Puzzuolija. Je večplastno mesto z več rimskimi stavbami; najpomembnejši je Avgustov tempelj (danes Pozzuolijev Duomo)
- Nekropola Via Puteolis Capuam, tik pod mostom, ki vodi izven mesta blizu ulice Via Solfatara
- Nekropola Via San Vito, blizu Quarta
- Nekropola Via Celle, bogat kompleks grobnic in mavzolejev, zelo blizu stare rimske ulične ceste, ki se uporablja še danes (Via Cupa Cigliano)
- Stadion Antonina Pija, zelo podoben stadionu Domicijana v Rimu, le delno nepokopan in delno propadel (Via Campi Flegrei).
- Svetišče San Gennaro (sv. Januarij). Z neapeljsko stolnico je en od dveh krajev, v katerem se je zgodil domnevni čudež utekočinjenja svetnikove krvi.
- Akropola starodavnega mesta Cumae
- Jezero Averno, v katerem je Vergilij v 6. knjigi svoje Eneide postavil vhod v pekel. Ime izhaja iz grščine in pomeni 'brez ptic', pri čemer se nanaša na odsotnost ptic zaradi žveplovega plina, ki je iz njega izhajal. V bližini so Apolonov tempelj, jama Kumejske Sibile in Cocceiusova jama, galerija, ki so jo Rimljani izklesali za povezavo Lucrina s Cumae. Slednja je bila med drugo svetovno vojno poškodovana in je ni več mogoče obiskati.
- Jezero Lucrino v istoimenski četrti (frazione). Jezero je zaradi vulkanskih pojavov veljalo za peklenski kraj. Bilo je znano letovišče v rimskih časih in vključevalo Cicerovo vilo, v kateri so bili kasneje posmrtni ostanki cesarja Hadrijana. Plinij Starejši ga v Naturalis historia (ix, 25) navaja kot dom delfina, ki se je spoprijateljil z otrokom. Po Pliniju je, ko je otrok zbolel in umrl, tudi delfin umrl zaradi zlomljenega srca. Zgodba velja za prvo znano urbano legendo.

## Pobratena mesta
- Agios Dimitrios, Četrt v Atenah v Grčiji
- Stettino, 1993
- Tarragona, 2003
- Abruzzo, 2001}}[6], za izredne razmere Campi Flegrei
- Jalta, 1974

Prijateljski mesti:
- Benevento
- Pompei

## Pomembni ljudje
- Januarij, neapeljski zavetnik, usmrčen v Solfatari c. 305
- Jožef Flavij je tu pristal na poti v Rim (Življenje Jožefa Flavija; 3.16)
- William Jopling, britanski leprolog, tukaj rojen
- Tu je odraščala Sophia Loren, filmska igralka
- Gilbert, grof Montpensier, neapeljski podkralj, je tu umrl 15. oktobra 1496
- Sveti Pavel, apostol je tu pristal na poti v Rim. (Apd. 28:13)
- Tu je umrl Giovanni Battista Pergolesi, baročni skladatelj
- Lucij Cornelij Sula, diktator iz Rima, je umrl v svoji tukajšnji vili